# Villardefrades
Villardefrades è un comune spagnolo di 244 abitanti situato nella comunità autonoma di Castiglia e León.